# Pycnandra paniensis
Pycnandra paniensis är en tvåhjärtbladig växtart som beskrevs av Aubrev. Pycnandra paniensis ingår i släktet Pycnandra och familjen Sapotaceae. Inga underarter finns listade i Catalogue of Life.